# Umbralundfly
Umbralundfly, Lacanobia aliena är en fjärilsart som beskrevs av Jacob Hübner 1808/9. Enligt Dyntaxa är det vetenskapliga namnet istället Lacanobia amurensis beskriven med det namnet av Otto Staudinger 1901. Umbralundfly ingår i släktet Lacanobia och familjen nattflyn, Noctuidae. Arten är ännu inte påträffad i Sverige eller Finland.  Inga underarter finns listade i Catalogue of Life.

## Bildgalleri

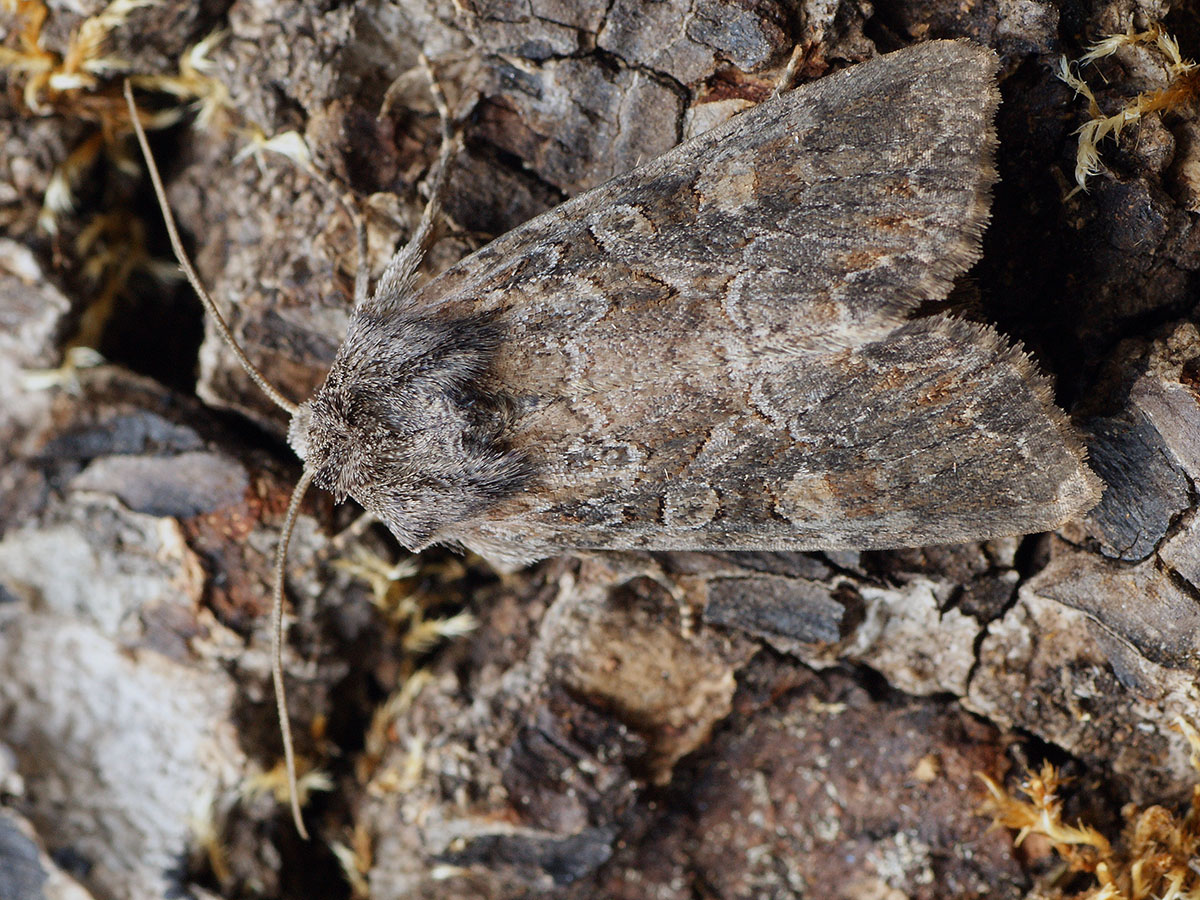
Imago fjäril